# La Vanguardia (periódico argentino)

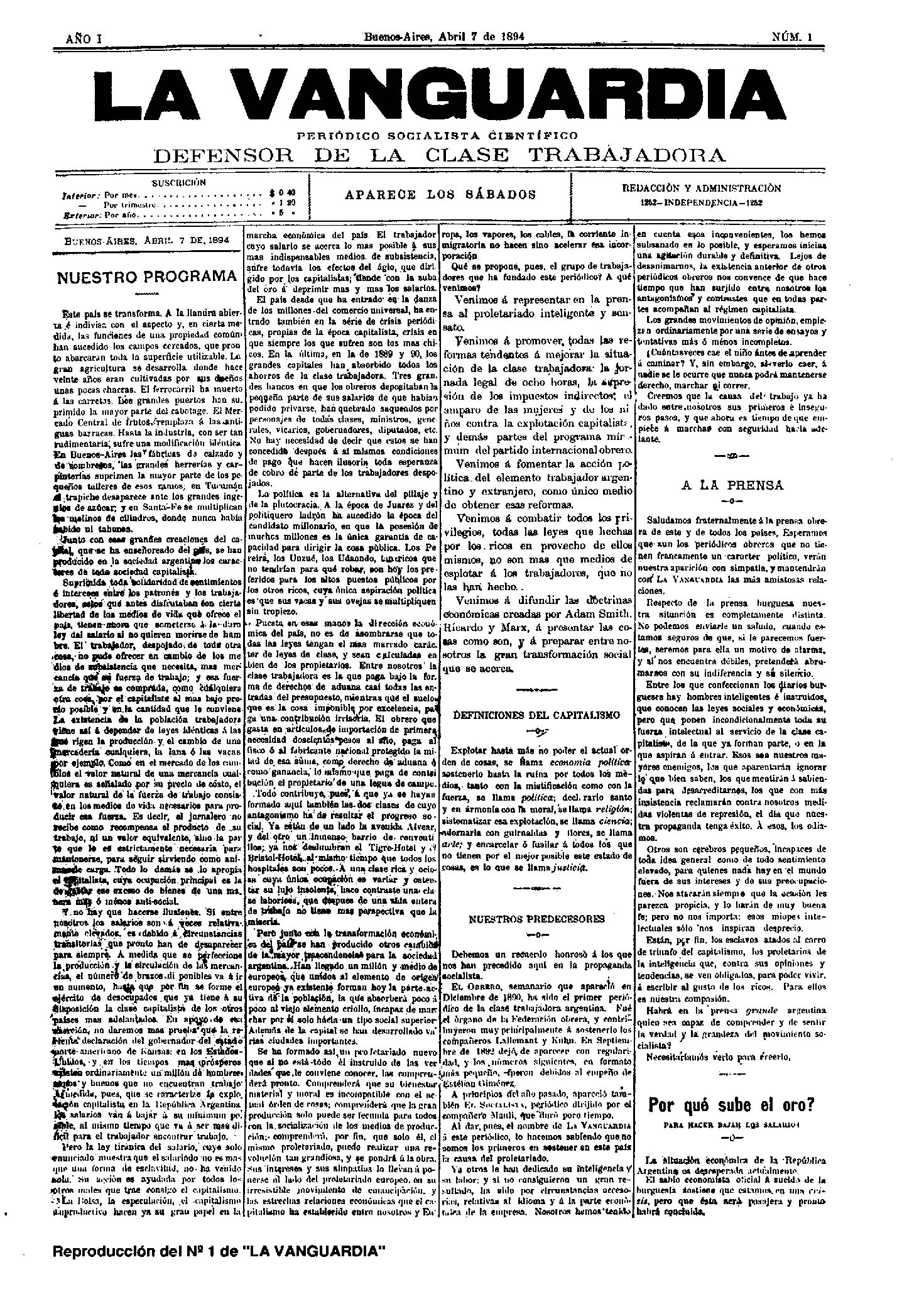
Portada del primer número, 7 de abril de 1894.

La Vanguardia es un periódico argentino fundado por Juan B. Justo, Esteban Jiménez, Augusto Kühn, Isidro Salomó y Juan Fernández en 1894, que en 1896 se convirtió en órgano oficial del Partido Socialista de la Argentina. Su director es nombrado por el Comité Nacional del Partido Socialista. 

## Historia

### Los inicios
La Vanguardia fue fundada por Juan B. Justo, Esteban Jiménez, Augusto Kühn, Isidro Salomó y Juan Fernández. Salvo el primero, médico argentino, los demás eran obreros e inmigrantes europeos, pioneros del socialismo en la Argentina. 
Su fundación surgió de una convocatoria publicada en el diario La Prensa el 2 de agosto de 1893, que invitaba "a los presidentes de todas las secciones obreras a concurrir a la conferencia que se celebrará hoy a las 7.30 PM en el Café Francés, calle Esmeralda 318, para cambiar impresiones sobre la formación de una Federación y la creación de un periódico que defienda los intereses de la clase trabajadora." Firmaba la misiva “La Comisión”. En verdad, la autoría de la invitación era obra de la Agrupación Socialista y llevaba la firma de uno de los principales animadores del grupo socialista Vorwärts, Augusto Kühn. 
La reunión fracasó en cuanto a convocatoria: los únicos asistentes fueron los miembros de la misma agrupación: el propio Kühn, Jiménez, Salomó y Fernández, secretario de los toneleros. A último momento, no obstante, ingresó un quinto personaje que resultaría al cabo fundamental: Juan B. Justo, que contaba entonces 28 años. Sobre él recaería, finalmente, la organización del periódico.
Ocho meses después organizaron un taller de redacción en la casa de Kühn, con dinero que pusieron de sus bolsillos. El nombre de La Vanguardia fue propuesto por Justo, según varios testimonios en honor al fortín ubicado en Tapalqué y al que gustaba visitar montado a caballo junto a su padre.  
Así, el 7 de abril de 1894 apareció el primer número de La Vanguardia con el rotulo de “Periódico Socialista Científico, Defensor de la Clase Trabajadora”. El primer editorial, elaborado por Justo, analizaba desde una perspectiva marxista la realidad económica y política de Argentina a la que caracterizaba como capitalista, si no aún plenamente, en vías de su realización completa. Decía: “Venimos a representar en la prensa al proletariado inteligente y sensato. Venimos a promover todas las reformas tendientes a mejorar la situación de la clase trabajadora”. “Venimos a difundir las doctrinas económicas creadas por Adam Smith, Ricardo y Marx”. 
Desde ese momento el periódico, de aparición semanal los días sábado, fue un centro de unificación de los núcleos socialistas y obreros que actuaban en Argentina y se convirtió en el órgano de comunicación oficial del Partido Socialista Obrero Argentino después del Congreso Constituyente de 1896.

### El diario
En 1905 comenzó a publicarse diariamente, ocupando nuevamente la dirección Juan B. Justo, la que había abandonado unos años atrás, con motivo de su radicación en la localidad de Junín. 
Esto se enmarcaba en el crecimiento general de las organizaciones de la clase obrera. Para inicios del siglo XX el PS ya había conseguido representación parlamentaria en la figura de Alfredo Palacios, primer diputado socialista de América. Además, los socialistas dirigían la Unión General de los Trabajadores (UGT), central sindical que habían fundado en 1903.[cita requerida]
En 1910, durante el Centenario, el local de La Vanguardia ubicado en la calle México fue saqueado e incendiado. La redacción de la revista  fue incendiada por promocionar el Primer Congreso Femenino Internacional de corte sufragista.
Cuando el Partido Socialista se fracturó en 1958 el Partido Socialista Argentino retuvo la dirección de La Vanguardia en la figura de Alicia Moreau de Justo, mientras que el Partido Socialista Democrático comenzó a editar el periódico Nuevas Bases dirigido por Américo Ghioldi.[cita requerida]
Algunos de los directores de La Vanguardia fueron Juan B. Justo, Nicolás Repetto (1901-1905), Enrique Del Valle Iberlucea (1916-1917), Mario Bravo, Alicia Moreau de Justo, Juan Antonio Solari, Norberto La Porta y Jorge Tula entre otros.

## La Vanguardiaen la diáspora del PS
Durante los años de la "diáspora" del socialismo argentino (1958-2002) hubo diferentes versiones de La Vanguardia, algunas de las cuales incorporaron el adjetivo con el que se diferenciaba la fracción socialista que la editaba: así surgió por ejemplo La Vanguardia Popular, editada por el PS Popular de Guillermo Estévez Boero, con diferentes directores como Gustavo Galland, Mariano Díaz, Carlos Maniero o Alfredo Lazzeretti; mientras que el PS Democrático editaba la suya, bajo la dirección de Héctor A. Bravo y Oscar R. González, entre otros.

## Nueva época
Al reunificarse el Partido Socialista en 2002, La Vanguardia fue reconocida como órgano partidario oficial en su carta orgánica. En 2006 comenzó una nueva etapa del periódico, con 14 ediciones consecutivas, teniendo como directores a Guillermo F. Torremare (hasta 2008) y a Américo Schvartzman (desde 2008 hasta 2011).
En 2011 un grupo de exdirigentes del PS hoy nucleados en la Confederación Socialista Argentina, comenzaron a editar un periódico homónimo, a través de una sociedad anónima denominada "La Vanguardia Editora". El director del periódico es Guillermo F. Torremare y su editor es Guillermo Wolff. Entre sus columnistas cuenta con Jorge Rivas, Juan Carlos Coral, Alejandro Rofman, y Susana Rinaldi, entre otros. Se edita a color, con 16 páginas y mantiene como caracterización ser un "periódico socialista defensor de la clase trabajadora".
Por su parte, el Partido Socialista de la Argentina nombró durante 2012, a Carlos Gabetta como director general de La Vanguardia, a Américo Schvartzman como director ejecutivo de la edición en papel y a Mariano Schuster como director ejecutivo de la edición digital. En abril de 2013 comenzó a editarse en papel, con frecuencia mensual, en formato tabloide, a todo color y con 24 páginas. Esta es publicación reconocida por el Partido Socialista como órgano oficial y se presenta como "una voz plural para la izquierda democrática". Los editoriales de la publicación llevan la firma del presidente del PS, Hermes Binner, y colaboran dirigentes socialistas de todo el país, como Rubén Giustiniani, Miguel Lifschitz, Héctor Polino, Lisandro Viale o Silvia Augsburger. La particularidad del periódico es que incluye páginas de información partidaria diferenciadas de las páginas dedicadas al debate de la social-democracia. Así, desde su reaparición cuenta con colaboraciones de columnistas como Marcos Novaro, Beatriz Sarlo, Roberto Gargarella, Julio Sevares, Pablo Marchetti, y otros escritores y ensayistas.[cita requerida]
En 2024, el Comité Ejecutivo Nacional del Partido Socialista designó al periodista mendozino Martín Appiolaza como su director.